# 埃爾別霍
埃爾別霍 (西班牙語：El Viejo)是尼加拉瓜的城鎮，位於該國西部，由奇南德加省負責管轄，面積1,275平方公里，海拔高度43米，2005年人口83,856，人口密度每平方公里65.77人。